# Grand Prix Węgier 1994
Grand Prix Węgier 1994 (oryg. Marlboro Magyar Nagydj) – 10. runda Mistrzostw Świata Formuły 1 w sezonie 1994, która odbyła się 14 sierpnia 1994, po raz 10. na torze Hungaroring.
10. Grand Prix Węgier, dziewiąte zaliczane do Mistrzostw Świata Formuły 1.

## Wyniki

### Kwalifikacje
| P                       | Nr | Kierowca              | Konstruktor(-silnik) | Opony | Czas     | Odstęp   | Strata   |
| ----------------------- | -- | --------------------- | -------------------- | ----- | -------- | -------- | -------- |
| 1                       | 5  | Michael Schumacher    | Benetton-Ford        | G     | 1:18.258 | -        | -        |
| 2                       | 0  | Damon Hill            | Williams-Renault     | G     | 1:18.824 | 0:00.566 | 0:00.566 |
| 3                       | 2  | David Coulthard       | Williams-Renault     | G     | 1:20.205 | 0:01.381 | 0:01.947 |
| 4                       | 28 | Gerhard Berger        | Ferrari              | G     | 1:20.219 | 0:00.014 | 0:01.961 |
| 5                       | 3  | Ukyō Katayama         | Tyrrell-Yamaha       | G     | 1:20.232 | 0:00.013 | 0:01.974 |
| 6                       | 8  | Martin Brundle        | McLaren-Peugeot      | G     | 1:20.629 | 0:00.397 | 0:02.371 |
| 7                       | 15 | Eddie Irvine          | Jordan-Hart          | G     | 1:20.698 | 0:00.069 | 0:02.440 |
| 8                       | 30 | Heinz-Harald Frentzen | Sauber-Mercedes      | G     | 1:20.858 | 0:00.160 | 0:02.600 |
| 9                       | 26 | Olivier Panis         | Ligier-Renault       | G     | 1:20.929 | 0:00.071 | 0:02.671 |
| 10                      | 14 | Rubens Barrichello    | Jordan-Hart          | G     | 1:20.952 | 0:00.023 | 0:02.694 |
| 11                      | 4  | Mark Blundell         | Tyrrell-Yamaha       | G     | 1:20.984 | 0:00.032 | 0:02.726 |
| 12                      | 6  | Jos Verstappen        | Benetton-Ford        | G     | 1:21.141 | 0:00.157 | 0:02.883 |
| 13                      | 27 | Jean Alesi            | Ferrari              | G     | 1:21.206 | 0:00.065 | 0:02.948 |
| 14                      | 7  | Philippe Alliot       | McLaren-Peugeot      | G     | 1:21.498 | 0:00.292 | 0:03.240 |
| 15                      | 23 | Pierluigi Martini     | Minardi-Ford         | G     | 1:21.837 | 0:00.339 | 0:03.579 |
| 16                      | 9  | Christian Fittipaldi  | Footwork-Ford        | G     | 1:21.873 | 0:00.036 | 0:03.615 |
| 17                      | 29 | Andrea de Cesaris     | Sauber-Mercedes      | G     | 1:21.946 | 0:00.073 | 0:03.688 |
| 18                      | 25 | Éric Bernard          | Ligier-Renault       | G     | 1:22.038 | 0:00.092 | 0:03.780 |
| 19                      | 10 | Gianni Morbidelli     | Footwork-Ford        | G     | 1:22.311 | 0:00.273 | 0:04.053 |
| 20                      | 24 | Michele Alboreto      | Minardi-Ford         | G     | 1:22.379 | 0:00.068 | 0:04.121 |
| 21                      | 20 | Érik Comas            | Larrousse-Ford       | G     | 1:22.487 | 0:00.108 | 0:04.229 |
| 22                      | 11 | Alessandro Zanardi    | Lotus-Mugen-Honda    | G     | 1:22.513 | 0:00.026 | 0:04.255 |
| 23                      | 31 | David Brabham         | Simtek-Ford          | G     | 1:22.614 | 0:00.101 | 0:04.356 |
| 24                      | 12 | Johnny Herbert        | Lotus-Mugen-Honda    | G     | 1:22.705 | 0:00.091 | 0:04.447 |
| 25                      | 19 | Olivier Beretta       | Larrousse-Ford       | G     | 1:22.899 | 0:00.194 | 0:04.641 |
| 26                      | 32 | Jean-Marc Gounon      | Simtek-Ford          | G     | 1:24.191 | 0:01.292 | 0:05.933 |
| Nie zakwalifikowali się |    |                       |                      |       |          |          |          |
|                         | 34 | Bertrand Gachot       | Pacific-Ilmor        | G     | 1:24.908 | 0:00.717 | 0:06.650 |
|                         | 33 | Paul Belmondo         | Pacific-Ilmor        | G     | 1:26.275 | 0:01.367 | 0:08.017 |
| P                       | Nr | Kierowca              | Konstruktor(-silnik) | Opony | Czas     | Odstęp   | Strata   |

### Wyścig
| P                 | + / –     | Nr | Kierowca              | Konstruktor       | Opony | Okr. | Czas / Strata | Komentarz                  |
| ----------------- | --------- | -- | --------------------- | ----------------- | ----- | ---- | ------------- | -------------------------- |
| 1                 | Bez zmian | 5  | Michael Schumacher    | Benetton-Ford     | G     | 77   | 1h48:00.185   |                            |
| 2                 | Bez zmian | 0  | Damon Hill            | Williams-Renault  | G     | 77   | +0:20.827     |                            |
| 3                 | 9         | 6  | Jos Verstappen        | Benetton-Ford     | G     | 77   | +1:10.329     |                            |
| 4                 | 2         | 8  | Martin Brundle        | McLaren-Peugeot   | G     | 76   | +1 okr.       | elektryka                  |
| 5                 | 6         | 4  | Mark Blundell         | Tyrrell-Yamaha    | G     | 76   | +1 okr.       |                            |
| 6                 | 3         | 26 | Olivier Panis         | Ligier-Renault    | G     | 76   | +1 okr.       |                            |
| 7                 | 13        | 24 | Michele Alboreto      | Minardi-Ford      | G     | 75   | +2 okr.       |                            |
| 8                 | 13        | 20 | Érik Comas            | Larrousse-Ford    | G     | 75   | +2 okr.       |                            |
| 9                 | 16        | 19 | Olivier Beretta       | Larrousse-Ford    | G     | 75   | +2 okr.       |                            |
| 10                | 8         | 25 | Éric Bernard          | Ligier-Renault    | G     | 75   | +2 okr.       |                            |
| 11                | 12        | 31 | David Brabham         | Simtek-Ford       | G     | 74   | +3 okr.       |                            |
| 12                | 8         | 28 | Gerhard Berger        | Ferrari           | G     | 72   | +5 okr.       | silnik                     |
| 13                | 9         | 11 | Alessandro Zanardi    | Lotus-Mugen-Honda | G     | 72   | +5 okr.       |                            |
| 14                | 2         | 9  | Christian Fittipaldi  | Footwork-Ford     | G     | 69   | +8 okr.       | układ przeniesienia napędu |
| Niesklasyfikowani |           |    |                       |                   |       |      |               |                            |
|                   |           | 2  | David Coulthard       | Williams-Renault  | G     | 59   |               | poślizg                    |
|                   |           | 27 | Jean Alesi            | Ferrari           | G     | 58   |               | skrzynia biegów            |
|                   |           | 23 | Pierluigi Martini     | Minardi-Ford      | G     | 58   |               | poślizg                    |
|                   |           | 30 | Heinz-Harald Frentzen | Sauber-Mercedes   | G     | 39   |               | skrzynia biegów            |
|                   |           | 12 | Johnny Herbert        | Lotus-Mugen-Honda | G     | 34   |               | elektryka                  |
|                   |           | 29 | Andrea de Cesaris     | Sauber-Mercedes   | G     | 30   |               | kolizja z Morbidellim      |
|                   |           | 10 | Gianni Morbidelli     | Footwork-Ford     | G     | 30   |               | kolizja z de Cesarisem     |
|                   |           | 7  | Philippe Alliot       | McLaren-Peugeot   | G     | 21   |               | wyciek wody                |
|                   |           | 32 | Jean-Marc Gounon      | Simtek-Ford       | G     | 9    |               | prowadzenie bolidu         |
|                   |           | 3  | Ukyō Katayama         | Tyrrell-Yamaha    | G     | 0    |               | wypadek                    |
|                   |           | 15 | Eddie Irvine          | Jordan-Hart       | G     | 0    |               | wypadek                    |
|                   |           | 14 | Rubens Barrichello    | Jordan-Hart       | G     | 0    |               | wypadek                    |
| P                 | + / –     | Nr | Kierowca              | Konstruktor       | Opony | Okr. | Czas / Strata | Komentarz                  |

### Najszybsze okrążenie
| Nr | Kierowca           | Konstruktor   | Opony | Czas     | Okr. |
| -- | ------------------ | ------------- | ----- | -------- | ---- |
| 5  | Michael Schumacher | Benetton-Ford | G     | 1:20.881 | 5    |